# Jan Jacobs Mulder

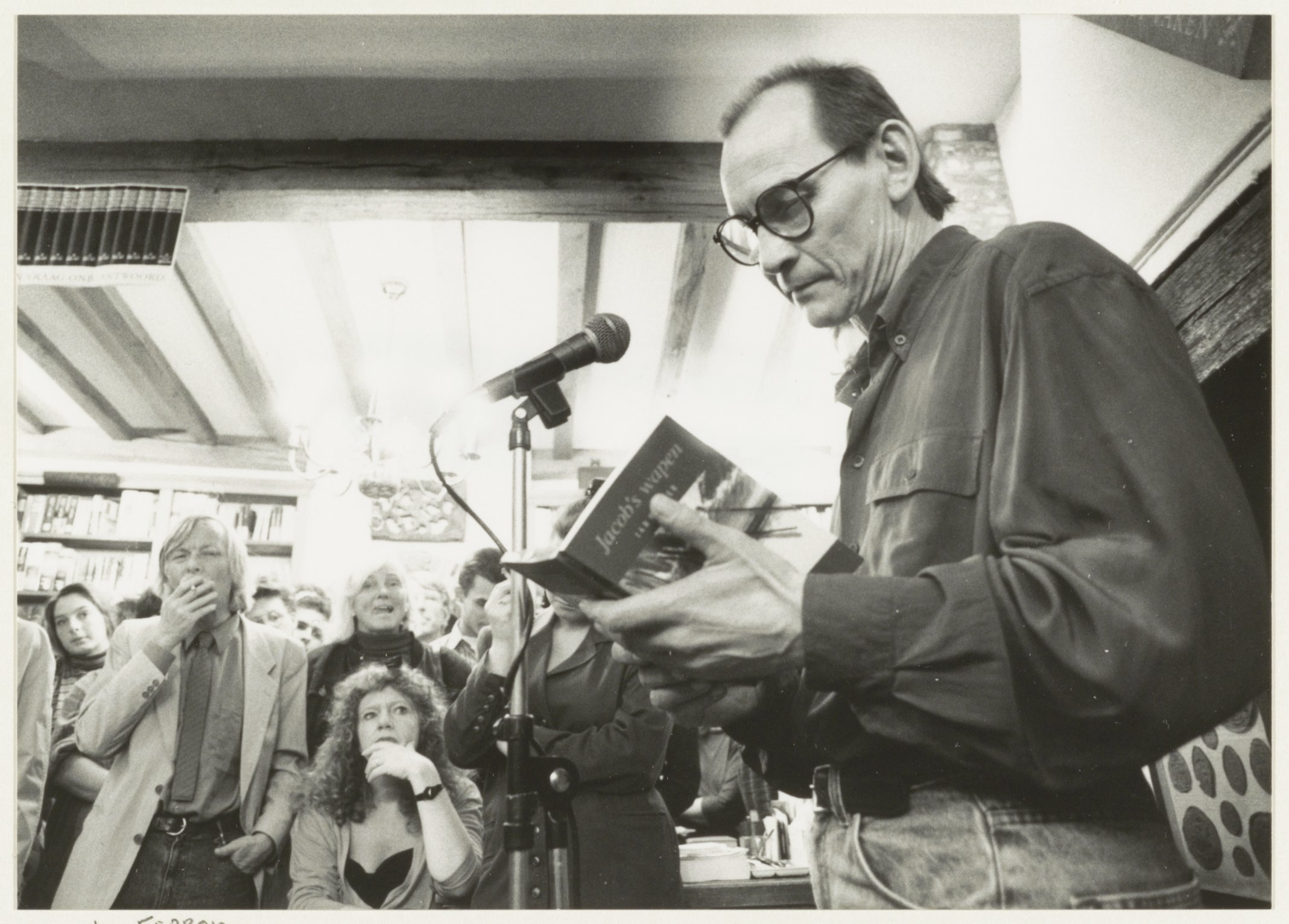
Mulder presenteert zijn boek Jacob's wapen (1991)

Jan Jacobs Mulder (Medan, 16 juni 1940 – Haarlem, 13 september 2019) was een Nederlands schilder, beeldhouwer en schrijver.

## Leven en werk
Mulder werd geboren in Nederlands-Indië uit Nederlandse ouders. Hij bracht zijn kleuterjaren door in een Jappenkamp. Later keerde de familie terug naar Nederland. Mulder werd opgeleid aan het Instituut voor Kunstnijverheidsonderwijs in Amsterdam, als leerling van Theo Michels en Hens van der Spoel. Hij was aanvankelijk actief als schilder en had zijn atelier in de Stompe Toren in Spaarnwoude. In 1967 won hij de eerste prijs voor schilderkunst bij een prijsvraag van het KunstenaarsCentrumBergen.
Na 1970 ging Mulder zich toeleggen op ruimtelijk werk, hij is als beeldhouwer autodidact. Naast kunstenaar was hij docent aan de Arnhemse Academie van Bouwkunst (1973-1984) en onder meer bestuurslid (1997-2005) van de Vishal in Haarlem. In 1991 debuteerde hij als schrijver met zijn roman Jacob's wapen, over een opgroeiende jongen die met zijn moeder in een vrouwenkamp wordt opgesloten.
In 2010 werd Mulder benoemd tot ridder in de Orde van Oranje-Nassau.
Uit zijn eerste huwelijk zijn twee kinderen geboren: Tessa (1968) en Darius (1970). Hij hertrouwde in 2001 en kreeg nog twee kinderen: Aliza (2003) en David (2006).

## Werken (selectie)
Kunstwerken
- 1976: Bol, Kenaupark, Haarlem
- 1982: Teken, Lange Herenvest, Haarlem
- 1984-1985: De hechtsteek, De Boelelaan, bij het VU medisch centrum, Amsterdam
- 1989: Aarde, Water, Huis, Stationsplein, Assen (verwijderd)
- 1991: Water, Lucht, Huis, Hoorn
- 1992: Vier winden en de zee, Stationsplein, Voorburg
- 1994: Gespiegeld huis, 't Plein, Leusden
- 1997: Zonnehek, Otto Heldringschool, Amsterdam
- 2005: Leeuwensprong, Oostergouw, Hoorn
- 2011: Twee Handen, ziekenhuis Almelo

Publicaties
- 1991: Jacob's wapen. Amsterdam: Uitgeverij Meulenhoff. ISBN 90-290-3962-0
- 1993: Zij gingen de lucht in als engelen met heimwee : over de kunst van het vliegen. Amsterdam: Uitgeverij Meulenhoff. ISBN 90-290-4303-2
- 2000: Ziet de dag komt aan. Uitgeverij Gottmer. ISBN 90-257-3175-9
- 2016: Joseph, de zwarte Mozart. Amsterdam: Xander uitgevers. ISBN 978-94-0160573-1

## Fotogalerij

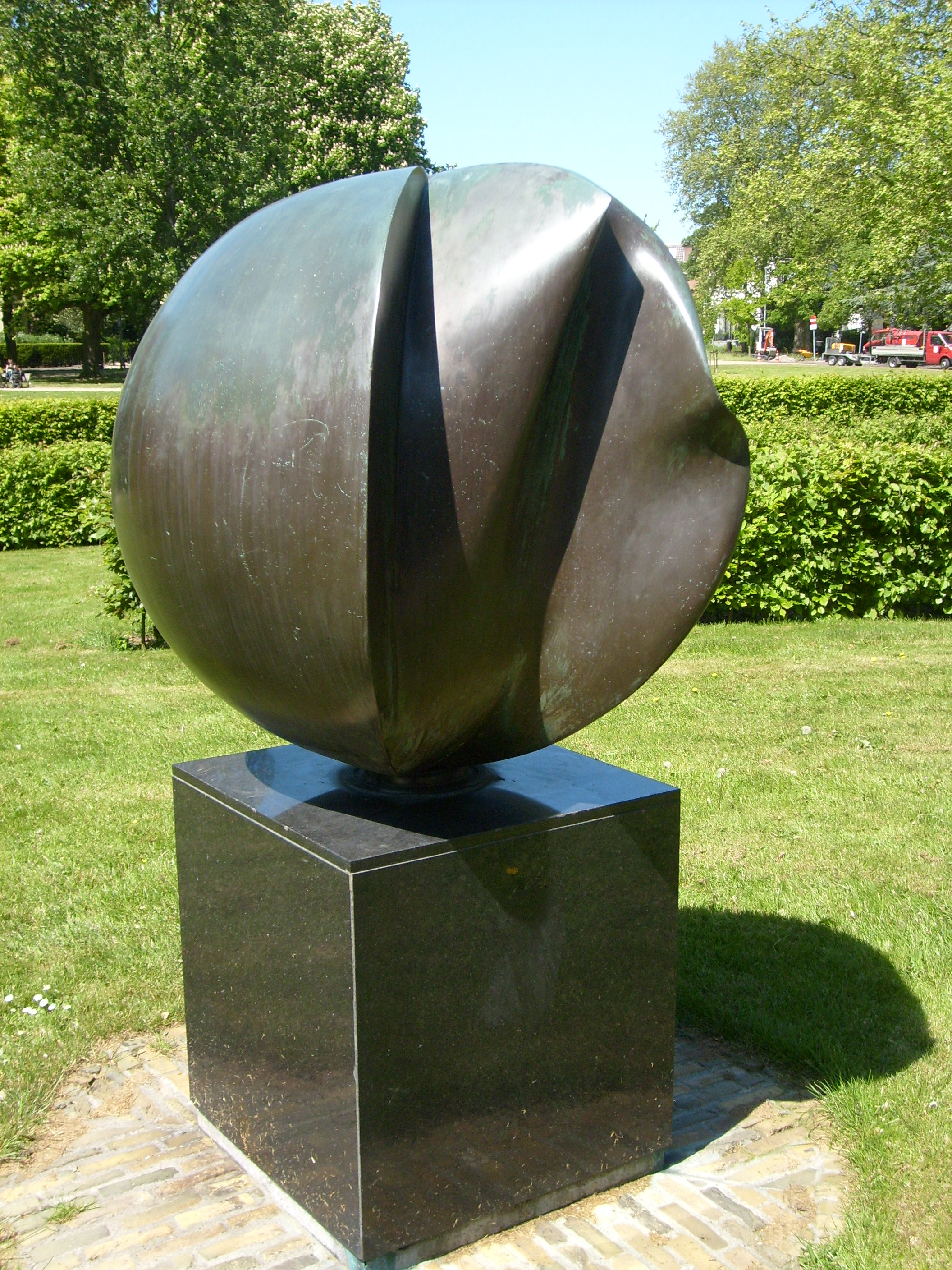
Bol (1976)
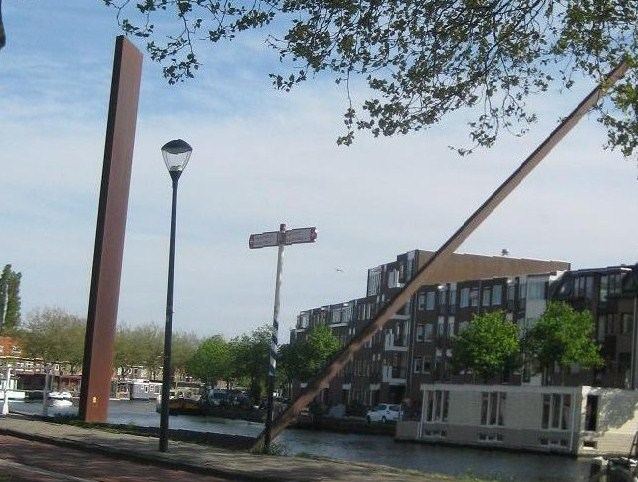
Teken (1982)
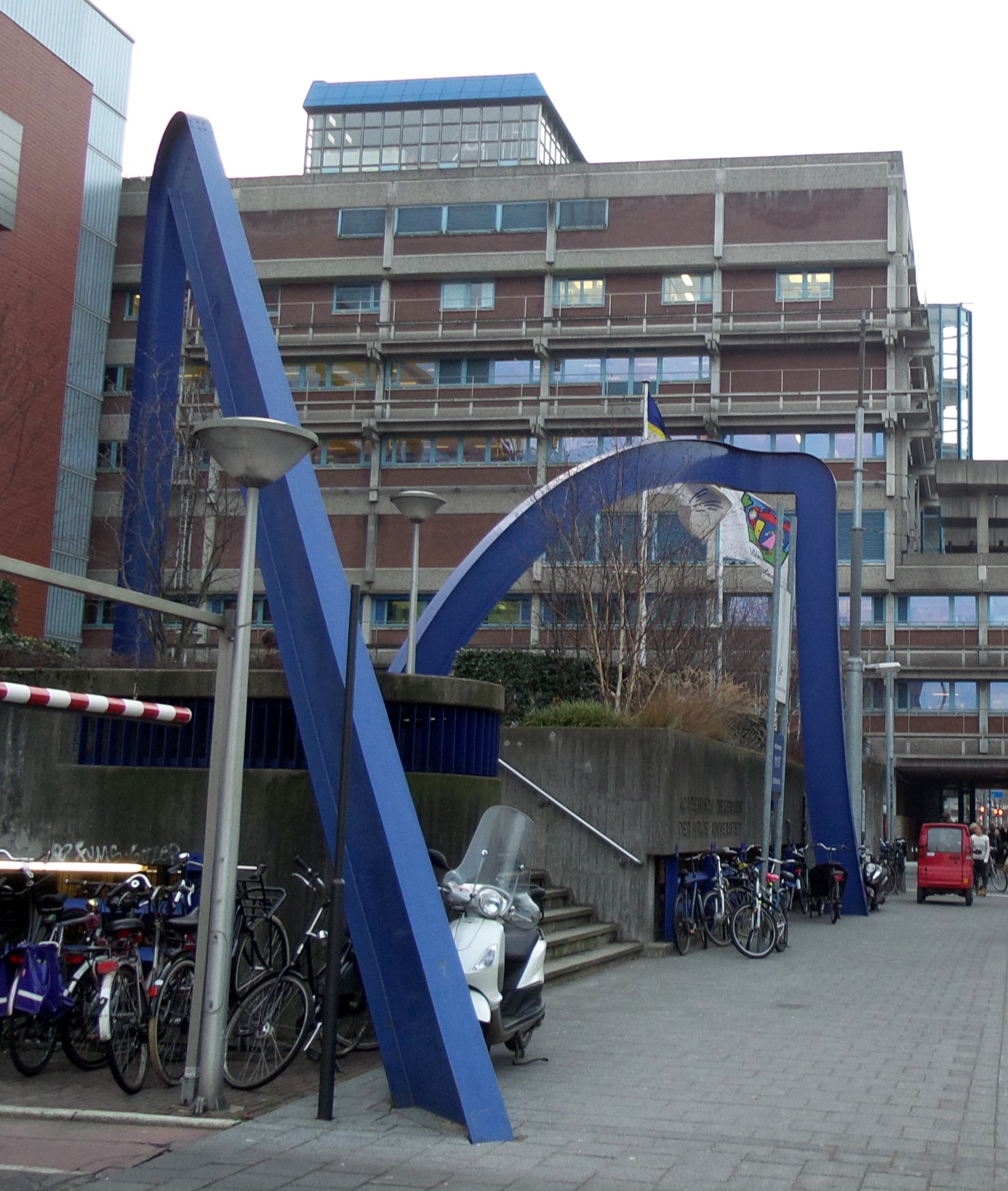
De hechtsteek (1984-1985)
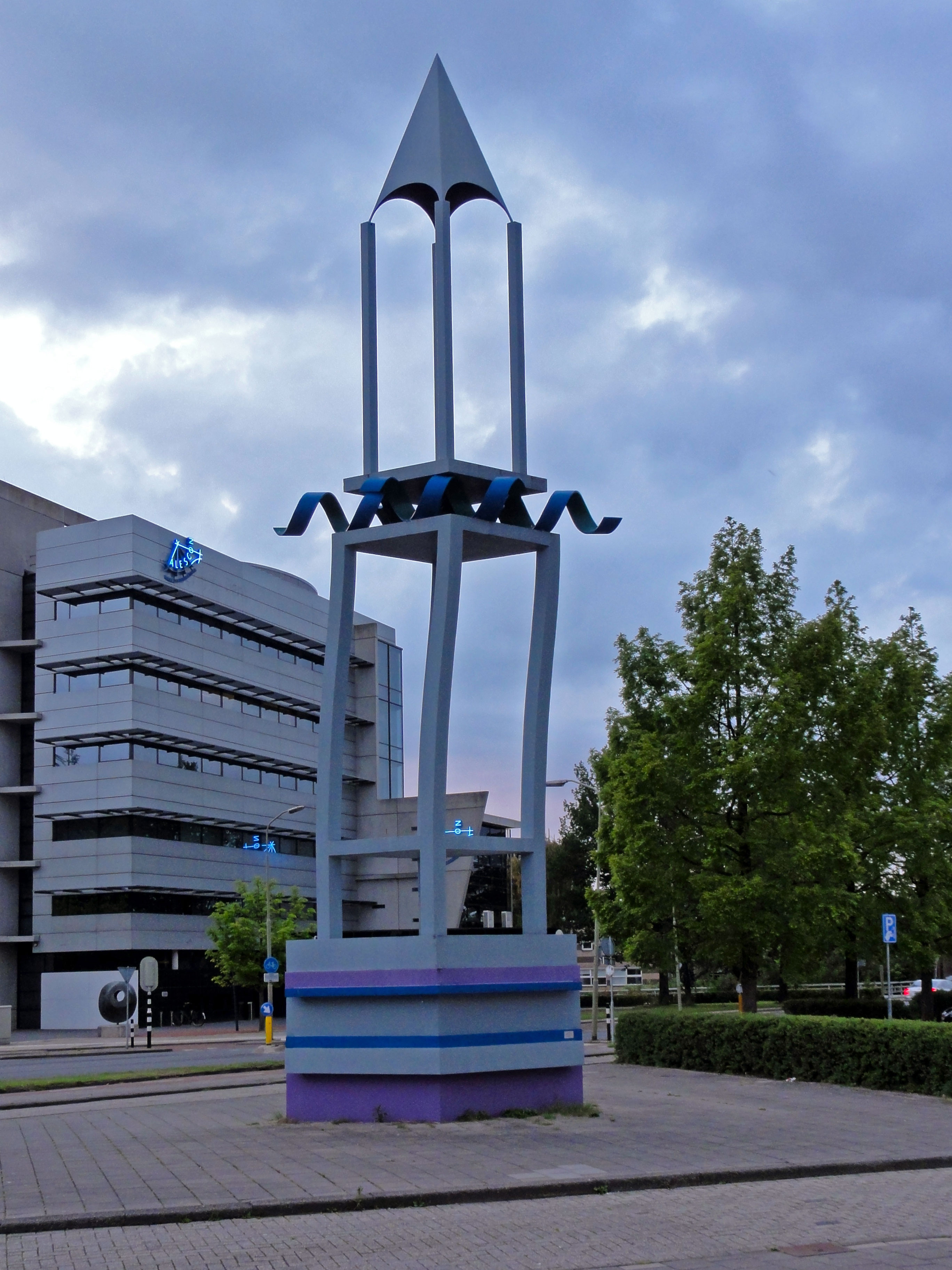
Aarde, Water, Huis (1989)
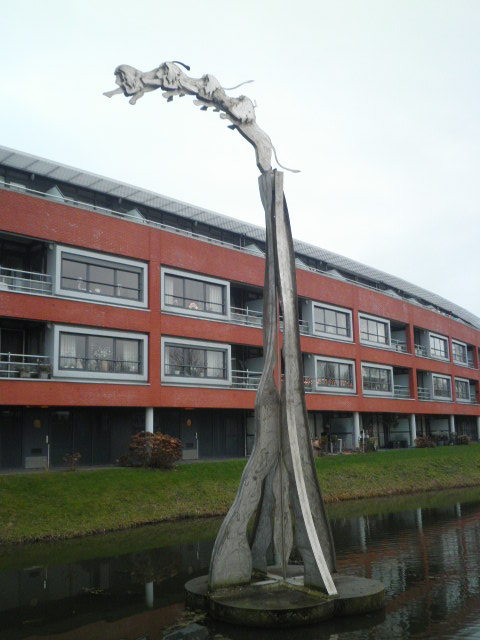
Leeuwensprong (2005)